# Kesnel Dorléan
Pour les articles homonymes, voir Dorléans.
 (octobre 2021).
 (juillet 2020).
Kesnel Dorléan, né à Pétion-Ville le 3 février 1989, est un entrepreneur et influenceur haïtien.

## Biographie
Kesnel Dorléan a vécu son enfance à Croix-des-Bouquets où il a fait ses études classiques au Lycée National de Dumay. Par la suite, il a entamé des études en comptabilité à UNASMOH. Il ne les a pas achevées. Rescapé du séisme du 12 janvier 2010, Kesnel affrontait la vie dans les rues de la zone métropolitaine de Port-au-Prince comme chauffeur de motocyclette après avoir été employé au programme « Cash for work » mis en en place par le gouvernement d’alors pour nettoyer les rues de la Capitale.

### L'Entrepreneuriat
Il a fait son premier pas dans l'Entrepreneuriat en mettant sur pied une petite entreprise de sucreries avec 300 gourdes qu’il avait gagnées de la vente de roches provenant de la rivière grise. Quelques mois plus tard, il a pu construire une maisonnette pour loger sa petite entreprise. En décembre 2013, sans visa, il a pris la décision de quitter son pays pour migrer au Brésil en passant par l'Equateur puis le Pérou. Après avoir pu s'adapter dans cette nouvelle demeure, Kesnel a lancé son premier projet : il a créé une boîte de multi-services offrant, entre autres, le service de transferts d’argent vers Haïti. Du nom de « Five stars multi-services », cette boite est devenue plus tard « Five Stars Turismo » : une agence de voyages avec une annexe en Haïti. Plus tard, il a créé une nouvelle entreprise : Kesso store, une boutique en ligne spécialisée dans la vente de produits vestimentaires avec des logos haïtiens,.

### L'Influenceur
Il est très présent sur les réseaux sociaux pour partager ses expériences avec le public haïtien et encourager les jeunes à prendre leur destin en main. Il est donc un créateur de contenus. Sur Facebook, il est suivi par plus de 500 000 personnes. Plus de 66 500 sur Instagram. C'est un youtubeur certifié : il a reçu la plaque d’argent de YouTube destinée aux personnalités publiques ayant plus de 100.000 abonnés. Dans cette même veine, il a aussi créé Safenews qui est «une agence de presse en ligne pour informer et former les gens surtout dans le contexte de la pandémie de Covid-19 ». Au Brésil, il est donc passé de statut de réfugié à statut d’Entrepreneur.

### Dans le social
Il s'investit dans le social. En effet il met en œuvre une fondation qui porte son nom : « Fondation Kesnel Dorlean ». Cette fondation est destinée à subvenir aux besoins des autres.

## Sources
1. 1 2 3 4 5  « Kesnel Dorléan,le profil d'un jeune entrepreneur à succès. », sur radiosynergytube.com (consulté le 18 juillet 2020)
2. 1 2 3 4  Woovins St Phar, « Kesnel Dorlean, un modèle de réussite parmi les jeunes immigrants Haïtiens », Le National,‎ 17 juillet 2020 (lire en ligne)
3. ↑  Abdel kader, « Coup De Projecteur Sur Le Jeune Entrepreneur à Succès Kesnel Dorléan . SAFETY PROMO », sur Safety Promo (consulté le 18 juillet 2020)
4. 1 2  « Réseaux sociaux : À la rencontre de 2 jeunes haïtiens créateurs de contenus | SERIE.- » (consulté le 18 juillet 2020)